# 卡嫩西亚
卡嫩西亚，是西班牙马德里自治区的一个市镇。总面积52.7平方公里，总人口483人（2013年），人口密度9.17人/平方公里。